# Paprika (Capsicum)
 For alternative betydninger, se Paprika. (Se også artikler, som begynder med Paprika)
Paprika (Capsicum) er en slægt af urteagtige planter, som er udbredt med ca. 30 arter fra det sydlige USA til det sydlige Argentina (Las Pampas). Det er planter med opret, busket vækst og spredte, helrandede blade. Blomsterne er 5-tallige med en tydelig kegle af støvdragere i midten. Farven er som regel hvid, men nogle arter og visse dyrkede sorter har violette blomster. Frugterne er hule bær. Planterne er giftige, men frugterne er spiselige. Sorter af Capsicum annuum dyrkes og sælges som peberfrugt, mens både den og 4 andre arter dyrkes til fremstilling af varianter af krydderierne chili og paprika (eller til brug frisk som smagsgiver).
Her beskrives kun de arter, som dyrkes i Danmark.
| Beskrevne arter |

- Spansk peber (Capsicum annuum)
- Ajipeber (Capsicum baccatum)
- Ringbægret chili (Capsicum chinense)
- Cayennepeber (Capsicum frutescens)

| Andre arter |

- Capsicum buforum
- Capsicum campylopodium
- Capsicum cardenasii
- Capsicum chacoense
- Capsicum coccineum
- Capsicum cornutum
- Capsicum dimorphum
- Capsicum dusenii
- Capsicum eximium
- Capsicum flexuosum
- Capsicum galapagoense
- Capsicum geminifolium
- Capsicum hookerianum
- Capsicum lanceolatum
- Capsicum leptopodum
- Capsicum lycianthoides
- Capsicum minutiflorum
- Capsicum mirabile
- Capsicum mositicum
- Capsicum parvifolium
- Capsicum pubescens
- Capsicum rhomboideum
- Capsicum schottianum
- Capsicum scolnikianum
- Capsicum tovarii
- Capsicum villosum